# Craugastor taylori
Craugastor taylori es una especie de anuros en la familia Craugastoridae.

## Distribución geográfica y hábitat
Es endémica de Chiapas (México).